# Centum City站
Centum City站（：／ Senteomsiti yeok */?，亦翻为赛腾城站）是釜山地鐵2號線沿線的一座地下車站，位於韓國釜山廣域市海雲臺區佑洞，韓語副站名為「BEXCO」（벡스코）。從該站可經由穿越水營江下方的隧道與民樂站連通。

## 車站結構
站體為2面2線側式月台的地下車站，候車月台設有月台幕門，並有13處出口。
本站無法轉乘對向列車。

### 月台配置
| BEXCO ↑ |
| \| 上   |
| ↓ 民樂  |

| 月台 | 路線               | 目的地                                 |
| ---- | ------------------ | -------------------------------------- |
| 上行 | ●釜山都市铁道2号线 | 海雲臺、中洞、萇山方向                 |
| 下行 | ●釜山都市铁道2号线 | 水營、西面、沙上、德川、湖浦、梁山方向 |

## 歷史
- 2002年8月29日：落成啟用，韓語副站名為BEXCO·新世界（벡스코 · 신세계）。
- 2016年11月21日：副站名改為現在名稱。

## 車站周邊
- Centum City
- 釜山國際會展中心（朝鲜语：벡스코）（BEXCO）
- 樂天百貨Centum City店
  - 教保文庫
- Home plus（朝鲜语：홈플러스） Centum City店
- 新世界百貨
  - E-mart Centum City店
  - Bandi & Luni's書店（朝鲜语：반디앤루니스）
- 釜山市立美術館（朝鲜语：부산시립미술관）
- 釜山奧運公園
- KNN股份有限公司
- 電影殿堂
- 電影振興委員會（朝鲜语：영화진흥위원회）
- 韓國青少年諮商福祉開發院（朝鲜语：한국청소년상담복지개발원）

## 圖片

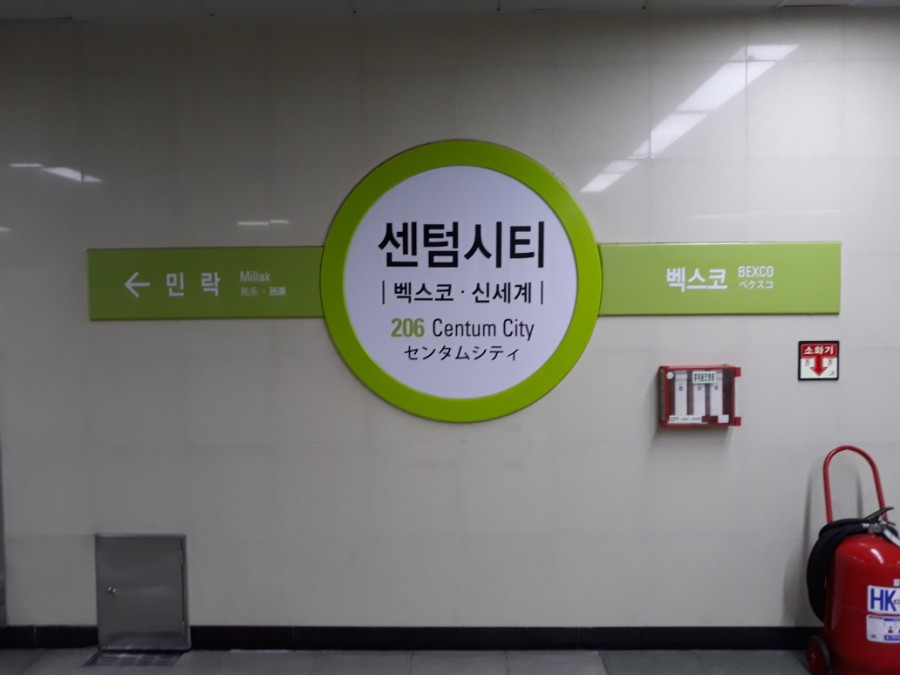
站名牌（改版前）
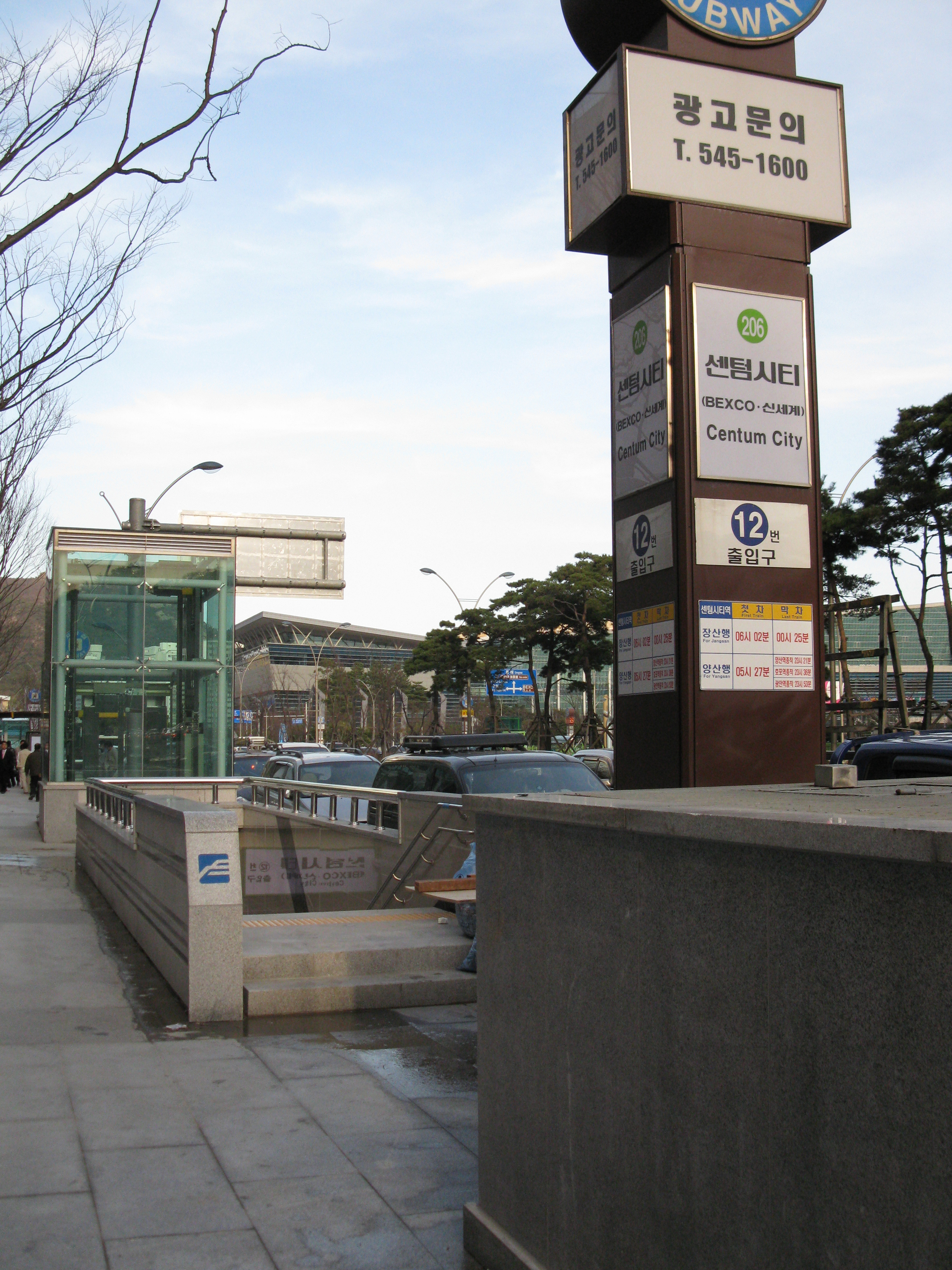
12號出口（2009年）
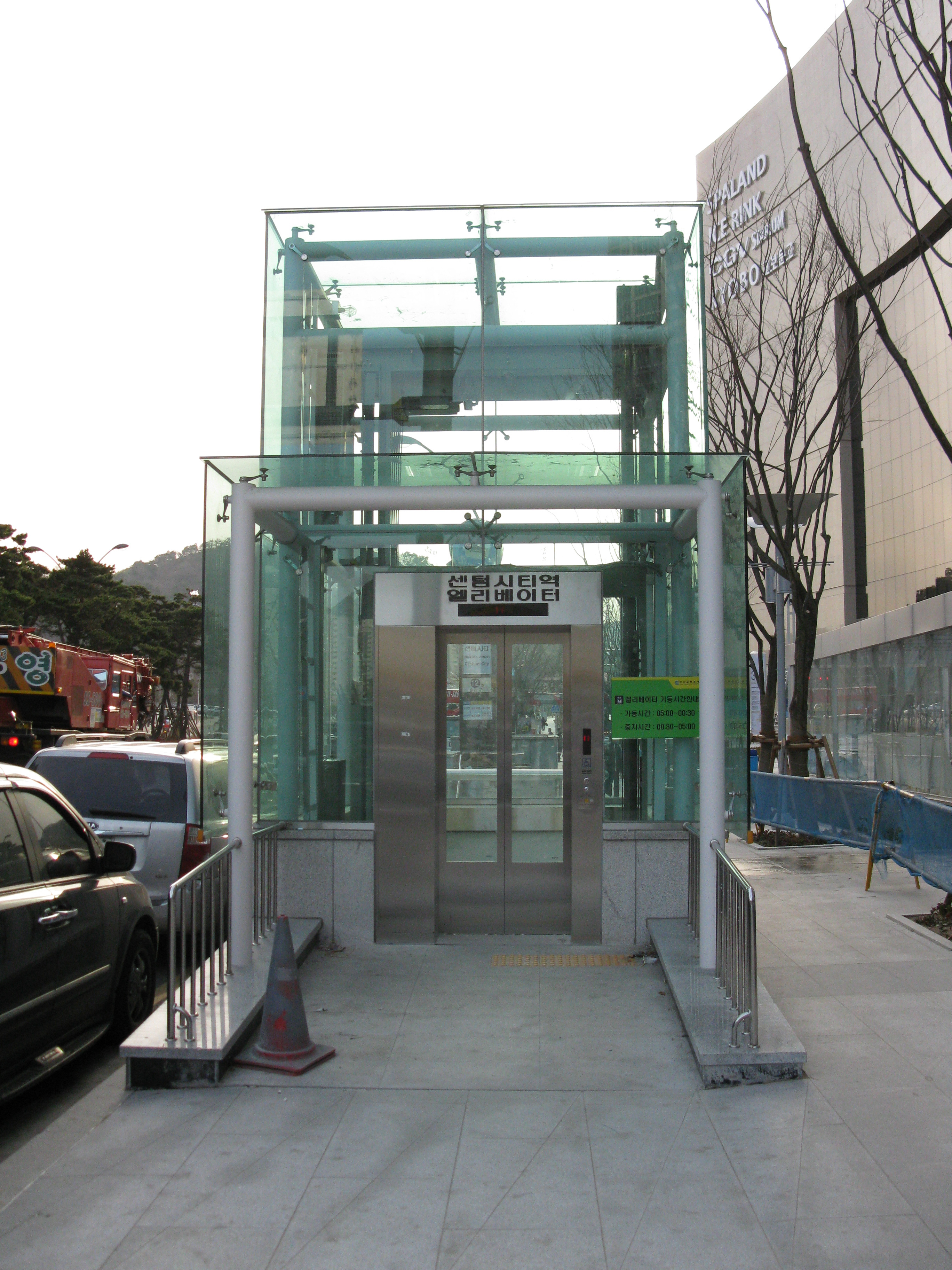
12號出口電梯

## 相鄰車站
釜山交通公社
●釜山都市铁道2号线
BEXCO（205）－Centum City（206）－民樂（207）